# Guillermo Ranzahuer González
Guillermo Ranzahuer González (* 12. März 1928 in Huatusco, Veracruz, Mexiko; † 5. August 2008) war römisch-katholischer Bischof von San Andrés Tuxtla.

## Leben
Guillermo Ranzahuer González studierte Theologie am Priesterseminar in Xalapa und von 1944 bis 1947 Philosophie am Seminar von Montezuma  in New Mexico, USA. Während seines Promotionsstudiums an der Päpstlichen Universität Gregoriana in Moraltheologie (1952) und Kanonischem Recht (1953) empfing er am 22. Dezember 1951 die Priesterweihe in Rom. Er lehrte anschließend Philosophie und Theologie am Seminar von Xalapa, später war er dessen Rektor.
Am 15. Februar 1969 wurde er von Papst Paul VI. zum dritten Bischof von San Andrés Tuxtla ernannt. Die Bischofsweihe spendete ihm der Erzbischof von Jalapa, Emilio Abascal y Salmerón, am 22. März desselben Jahres; Mitkonsekratoren waren der Alterzbischof von Jalapa, Manuel Pío López Estrada, und sein Amtsvorgänger und spätere Erzbischof von San Luis Potosí, Arturo Antonio Szymanski Ramírez. 
Am 12. Juni 2004 wurde seinem Rücktrittsgesuch durch Papst Johannes Paul II. stattgegeben. Er starb an den Folgen eines Herzinfarktes. Er wurde in seiner Heimatstadt Huatusco beigesetzt.